# Dobrina Cristeva
Dobrina Liubomirova Stoylova Anguelova, más conocida como Dobrina Cristeva (Sofía, Bulgaria, 9 de octubre de 1968, es una actriz búlgaromexicana.

## Biografía
Migró hacia México en 1970, cuando apenas tenía 2 años. Inició su carrera como bailarina en 1975, y posteriormente se inició como actriz en 1988. 
Cursó sus estudios de actuación en el Núcleo de Estudios Teatrales bajo la tutela de Héctor Mendoza y Julio Castillo. También tomó clases de perfeccionismo actoral con Ludwik Margules y Luis de Tavira.
Está casada con el dramaturgo mexicano Flavio González Mello, con quien tiene 3 hijos.

## Filmografía

### Televisión
- Esta historia me suena (2023) - 1 episodio[2]
- Un día para vivir (2022) - Ada[3]
- Los ricos también lloran (2022) - Socorro «Coco» Buendía
- Por amar sin ley (2018) - Jimena Beristain
- Sin miedo a la verdad (2018) - Marissa
- Como dice el dicho (2011-2018)
  - La confianza mata al hombre (2018) - Rocío
  - A cada día su pesar y su esperanza (2017)
  - Echando a perder se aprende (2016) - Rosario
  - No me tientes, Satanás (2015) - Liliana
  - Donde manda capitán... (2013) - Gabriela
  - La dicha reúne... (2012) - Claudia
  - Del odio al amor... (2011)
- Las 13 esposas de Wilson Fernández (2017) - Mamá Eleana
- Había una vez (2017) - Beatriz Macedo
- La rosa de Guadalupe (2010-2019)
  - El jardín de los gnomos - Candelaria (2019)
  - Pasión del verdadero amor - Eloísa  (2018)
  - La foto - Alfonsina (2018)
  - Casa de dos - Irma (2017)
  - Camino al amor - Catalina (2017)
  - Bocanada de amor - Leonor (2015)
  - Contrato de amor - Gabriela (2015)
  - Ladrona De corazones - Virginia (2014)
  - Lo que es el amor - Luisa (2014)
  - La música del amor - Elizabeth (2013)
  - Siempre hay un motivo - Magda (2012)
  - Déjate llevar - Greta (2010)
- Muchacha italiana viene a casarse (2014-2015) - Belinda
- Camelia la Texana (2014) - Natasha Klorovsky
- De que te quiero, te quiero (2013) - Alina Grajales
- Dos hogares (2011-2012) - Sofía
- Teresa (2010-2011) - Mayra de Cáceres
- Para volver a amar (2010) - Greta
- En nombre del amor (2008-2009) - Elisa
- Atrévete a soñar (2009) - Aura
- Querida enemiga (2008) - Silvia Mendiola Chávez
- Vecinos (2008)
- Tormenta en el paraíso (2007) - Cleotilde
- Mujer, casos de la vida real (2005-2006)
  - El centro comercial, verdades al descubierto (2006)
  - El centro comercial, horas de angustia (2006)
  - El centro comercial, extorsión (2006)
  - Secretos (2005)
  - Asfixia I y II (2005)
- Rebelde (2004) - Yolanda Huber
- De pocas, pocas pulgas (2003)
- Clase 406 (2002-2003) - Natalia Brech
- Lo que callamos las mujeres (2001) - Vivian
- Retrato de familia (1995-1996) - Laurita
- Valentina (1993) - Leticia de Alcántara / Ana María Miranda
- Al filo de la muerte (1991) - Christa

### Películas
- El complot Mongol (2018) - Espía rusa
- Luces de la noche (1998) - Tina
- Los vuelcos del corazón (1996)
- Hasta que los cuernos nos separen (1995)
- Perro rabioso III (1992) - Yirah
- La dedicatoria (1992) cortomrtraje
- Cita con María (1992) - María (cortometraje)
- Imperios de los malditos (1992)
- Desvestidas y alborotadas (1991)
- Solo con tu pareja (1991) - Silvia Silva
- La ciudad de ciegos (1991) - Fanny